# Nordre Lyklingholmen
Nordre Lyklingholmen est une île norvégienne du comté de Hordaland appartenant administrativement à Bømlo.

## Description
Rocheuse et couverte d'une légère vérégation, elle s'étend sur environ 746 m de longueur pour une largeur approximative de 459 m.  